# Real Fuerza Aérea Tailandesa
La Real Fuerza Aérea Tailandesa (en tailandés: กองทัพอากาศไทย, transcripción: Kong Thap Akat Thai) es la fuerza aérea del Reino de Tailandia. En el año 2006, su comandante era Chalit Pookpasuk.

## Principales aeronaves
| Aeronave                             | Origen                      | Tipo                                            | Versiones          | En servicio        | Notas                                                                                |
| Aviones de combate                   | Aviones de combate          | Aviones de combate                              | Aviones de combate | Aviones de combate | Aviones de combate                                                                   |
| ------------------------------------ | --------------------------- | ----------------------------------------------- | ------------------ | ------------------ | ------------------------------------------------------------------------------------ |
| Lockheed Martin F-16 Fighting Falcon | Estados Unidos Países Bajos | Avión de caza                                   | F-16 AF-16 B       | 4115               | Dos unidades almacenadas para repuestos.                                             |
| Saab 39 Gripen                       | Suecia                      | Avión de caza                                   | JAS 39C JAS 39D    | 24                 | En 2013 recibieron 4 JAS 39C más.                                                    |
| Northrop F-5                         | Estados Unidos              | Avión de caza                                   | F-5TF-5EF-5F       | 14~10~5            | Las versiones F-5E y F-5F serán sustituidas paulatinamente por los Saab 39 Gripen.   |
| Aero L-39 Albatros                   | Checoslovaquia              | Avión de ataque ligero y entrenamiento avanzado | L-39ZA/ART         | 36                 | Versión occidentalizada equipada por aviónica israelí.                               |
| Dassault/Dornier Alpha Jet           | Europa                      | Avión de ataque ligero y entrenamiento avanzado | Alpha Jet A        | 19                 | Adquiridos a la Luftwaffe alemana.                                                   |
| Pilatus AU-23A Peacemaker            | Suiza                       | Avión de ataque ligero y utilitario             | AU-23A             | ~40                | Versión armada del Pilatus PC-6; adquiridos a la Fuerza Aérea de los Estados Unidos. |
| Aviones de transporte                |                             |                                                 |                    |                    |                                                                                      |
| Lockheed C-130 Hercules              | Estados Unidos              | Avión de transporte                             | C-130HC-130H-30    | 6                  | Aviónica actualizada.                                                                |
| Basler BT-67                         | Estados Unidos              | Avión de transporte                             | BT-67              | ~8                 | Versión moderna del Douglas DC-3.                                                    |
| Aeritalia G.222                      | Estados Unidos Italia       | Avión de transporte táctico                     | G.222              | 6                  |                                                                                      |
| Avro 748                             | Reino Unido                 | Avión de transporte                             | 748 Series-2       | 4                  | Dándose de baja.                                                                     |
| Saab 340                             | Suecia                      | A. de transporteAEW&C                           | 340S 100B          | 41                 | Una unidad adicional del S 100B será entregada en 2013.                              |
| Boeing 737                           | Estados Unidos              | Avión de transporte VIP                         | 737-8Z6            | 2                  | Transporte de la Familia Real Tailandesa                                             |
| Boeing 747-8                         | Estados Unidos              | Avión de transporte VIP                         | B747-8IBBJ         | 2                  | Transporte de la Familia Real Tailandesa                                             |
| ATR 72                               | Francia                     | Avión de transporte VIP                         | ATR-72-500         | 6                  | Transporte de la Familia Real Tailandesa                                             |
| Airbus A310                          | Europa                      | Avión de transporte VIP                         | A310-300           | 4                  | Usado por oficiales del ejército.                                                    |
| Airbus A320                          | Europa                      | Avión de transporte VIP                         | A-319-115X CJ      | 2                  | Usado por miembros del gobierno. Una unidad adicional pendiente de entrega.          |
| Aviones de entrenamiento             |                             |                                                 |                    |                    |                                                                                      |
| Diamond DA40                         | Austria                     | Avión de entrenamiento                          | Diamond DA40NG     | 8                  |                                                                                      |
| Aviones de reconocimiento            |                             |                                                 |                    |                    |                                                                                      |
| GAF Nomad                            | Australia                   | Avión de patrulla marítima                      | Nomad N.22B        | 19                 |                                                                                      |
| Learjet 35                           | Estados Unidos              | Avión de patrulla marítima                      | Learjet 35A        | 1                  | Originalmente se entregaron 2 unidades, una de las cuales sufrió un accidente.       |
| IAI Arava                            | Israel                      | Avión de patrulla marítima                      | IAI 201            | 6                  |                                                                                      |
| Aeronautics Defense Systems          | Estados Unidos              | UAV                                             | Aerostar           | 1                  | Encargado en 2011; con opción para 6 más.                                            |
| Helicópteros                         |                             |                                                 |                    |                    |                                                                                      |
| Sikorsky S-92 Superhawk              | Estados Unidos              | Helicóptero de transporte                       | S-92               | 3                  | Transporte de la Familia Real Tailandesa.                                            |
| Bell 412                             | Canadá                      | Helicóptero de transporte                       | 412EP/SP           | 12                 | Transporte de la Familia Real Tailandesa y VIP.                                      |
| Bell UH-1H Iroquois                  | Estados Unidos              | Helicóptero utilitario                          | UH-1H              | 19                 | Próximamente serán almacenados.                                                      |